# Gvia HaMedina 2019-2020
La Coppa d'Israele 2019-2020 (in ebraico 2019-2020 גביע המדינה, Gvia HaMedina 2019-2020, cioè "Coppa di Stato 2019-2020") è stata l'81ª edizione della coppa nazionale calcistica israeliana, la 66ª dalla nascita dello Stato di Israele, iniziata il 30 agosto 2019 e terminata il 13 luglio 2020. Il Bnei Yehuda era la squadra campione in carica. L'Hapoel Be'er Sheva ha conquistato il trofeo per la seconda volta nella sua storia.

## Formula
Si qualificano al sesto turno 8 squadre della Liga Bet, 8 squadre della Liga Gimel e 16 squadre della Liga Alef, che entrano al quinto turno.
Come da regolamento, ad eccezione dei quarti di finale, tutte le partite si giocano in gara unica. In caso di parità, dopo i novanta minuti regolamentari, si disputano i tempi supplementari e, se la parità continua, i tiri di rigore. Le semifinali e la finale si giocano in campo neutro.

## Primo turno

### Liga Bet
| Squadra 1                | Risultato       | Squadra 2                         |
| ------------------------ | --------------- | --------------------------------- |
| 29 agosto 2019           |                 |                                   |
| Hapoel Beit She'an       | 3 – 4           | Maccabi Bnei Raina                |
| 30 agosto 2019           |                 |                                   |
| Maccabi Kiryat Malakhi   | w/o             | Beitar Ironi Kiryat Gat           |
| Beitar Petah Tikva       | 1 – 2 (dts)     | Shimshon Tel Aviv                 |
| Ironi Modi'in            | w/o             | Hapoel Gerusalemme                |
| Hapoel Yeruham           | 1 – 2 (dts)     | Maccabi Ironi Sderot              |
| Maccabi Ironi Netivot    | 2 – 1 (dts)     | MS Be'er Sheva                    |
| Bnei Giaffa              | 3 – 2           | Maccabi Ironi Amishav Petah Tiqwa |
| Maccabi Ma'alot-Tarshiha | 0 – 1           | Bnei Bir al-Maksur                |
| Hapoel Tirat HaCarmel    | 1 – 0           | Hapoel Ramot Menashe              |
| Beitar Kfar Saba         | 2 – 2 (4-3 dtr) | Shimshon Bnei Taibe               |
| Tzeirey Taibe            | 6 – 0           | Hapoel Hod HaSharon               |
| Tzeirei Rahat            | 1 – 4           | Ironi Kuseife                     |
| Otzma Holon              | 2 – 0           | Hapoel Mahane Yehuda              |
| Beitar Ramat Gan         | 3 – 2           | Hapoel Kiryat Ono                 |
| Maccabi Nujeidat Ahmed   | 1 – 1 (5-4 dtr) | Maccabi Ahi Iksal                 |
| Pardes Hanna-Karkur      | 4 – 0           | Hapoel Ihud Bnei Jatt             |
| Hapoel Lod               | 2 – 3 (dts)     | Beitar Yavne                      |
| Hapoel Kafr Qasim Shouaa | 1 – 6           | Hapoel Qalansawe                  |
| 31 agosto 2019           |                 |                                   |
| Hapoel Tuba-Zangaryye    | 1 – 6           | Bnei HaGolan VeHaGalil            |
| Ihud Bnei Baqa           | 2 – 3           | Hapoel Bnei Musmus                |
| Hapoel Bnei Fureidis     | 1 – 2           | Maccabi Umm al-Fahm               |
| 1º settembre 2019        |                 |                                   |
| Ironi Nesher             | 1 – 1 (4-2 dtr) | Maccabi Neve Sha'anan             |
| 2 settembre 2019         |                 |                                   |
| Dimona                   | 8 – 0           | Bnei Eilat                        |
| 3 settembre 2019         |                 |                                   |
| Tzeirei Kafr Kanna       | 0 – 1           | Elnahada Nazareth                 |
| 10 settembre 2019        |                 |                                   |
| Beitar Nahariya          | 1 – 0           | Ihud Bnei Mejdel Krum             |

### Liga Gimel
| Squadra 1                 | Risultato   | Squadra 2                 |
| ------------------------- | ----------- | ------------------------- |
| 30 agosto 2019            |             |                           |
| Hapoel Yokneam            | w/o         | Hapoel Bnei Jisr az-Zarqa |
| Netanya Kolat Cohen       | 1 – 2       | Bnei Ra'anana             |
| Hapoel Pardesiya          | 3 – 0 (dts) | Sporting Tel Aviv         |
| Tzeirei Tira              | 3 – 0       | Beitar Nes Tubruk         |
| Maccabi Kfar Yona         | 1 – 0       | Bnei Tira                 |
| Maccabi Ironi Or Yehuda   | 0 – 9       | Maccabi HaShikma Hen      |
| Inter Aly'aa Tel Aviv     | 5 – 1       | Hapoel Neve Golan         |
| Elitzur Jaffa Tel Aviv    | 1 – 4 (dts) | Beitar Ezra               |
| Bnei Yehud                | 3 – 2       | Beitar Jaffa              |
| Maccabi Spartak Ramat Gan | 0 – 2       | Roei Heshbon Tel Aviv     |
| Hapoel Tzafririm Holon    | 2 – 0       | Elitzur Yehud Yotel       |
| Hapoel Ramla              | 3 – 0       | Beitar Gedera             |
| Beitar Ashdod             | 7 – 0       | Tzeirei Lod               |
| Hapoel Mevaseret Zion     | 0 – 6       | Ramla                     |
| H. Rishon LeZion          | 3 – 2       | Hapoel Tirat Shalom       |
| Maccabi Kiryat Ekron      | 4 – 1       | Beitar Gan Yavne          |
| Hapoel Nachlat Yehuda     | 4 – 5       | Hapoel Ashdod             |
| Ironi Beit Shemesh        | 1 – 5       | F.C. Jerusalem            |
| Hapoel Sderot             | 5 – 3       | Hapoel Mateh Yehuda       |
| Arad                      | 2 – 0       | Be'er Sheva Haim Levy     |
| Hapoel Merhavim           | 6 – 3       | Maccabi Ironi Hura        |

## Secondo turno

### Liga Bet
| Squadra 1              | Risultato       | Squadra 2             |
| ---------------------- | --------------- | --------------------- |
| 10 settembre 2019      |                 |                       |
| Hapoel Tirat HaCarmel  | 0 – 1           | Pardes Hanna-Karkur   |
| 16 settembre 2019      |                 |                       |
| Bnei HaGolan VeHaGalil | w/o             | Ahva Kafr Manda       |
| Ironi Beit Dagan       | 1 – 1 (6-5 dtr) | Shimshon Tel Aviv     |
| Shikun HaMizrah        | 2 – 3           | Maccabi Ironi Netivot |
| Maccabi Nujeidat Ahmed | 1 – 2           | Maccabi Umm al-Fahm   |
| Tzeirei Sakhnin        | 2 – 2 (3-2 dtr) | Bnei Bir al-Maksur    |
| Maccabi Kiryat Malakhi | 1 – 0           | Dimona                |
| Ironi Nesher           | 3 – 2           | Hapoel Bnei Musmus    |
| Beitar Ramat Gan       | 7 – 2           | Bnei Giaffa           |
| Tzeirey Taibe          | 3 – 1           | Hapoel Qalansawe      |
| Beitar Yavne           | 1 – 1 (2-4 dtr) | Ironi Modi'in         |
| Maccabi Ironi Sderot   | 5 – 4           | Ironi Kuseife         |
| Maccabi Bnei Nahaf     | w/o             | Beitar Nahariya       |
| Otzma Holon            | 0 – 4           | Beitar Kfar Saba      |
| Ahi Akko               | 1 – 2 (dts)     | Elnahada Nazareth     |
| 18 settembre 2019      |                 |                       |
| Ihud Bnei Kfar Kara    | 3 – 4           | Maccabi Bnei Raina    |

### Liga Gimel
| Squadra 1                  | Risultato       | Squadra 2                    |
| -------------------------- | --------------- | ---------------------------- |
| 16 settembre 2019          |                 |                              |
| Bnei Shefa-'Amr            | 2 – 1           | Maccabi Basmat Tab'un        |
| Beitar Kafr Kanna          | 0 – 2           | Tzeirei Tur'an               |
| Maccabi Ironi Yafia        | w/o             | Hapoel Araba                 |
| Beitar Afula               | 0 – 3           | Tzeirei Iksal                |
| Hapoel al-Ittihad Nazareth | 5 – 0           | Hapeol Al-Batuf              |
| Maccabi Ahva Fureidis      | 0 – 2           | Hapoel Ein as-Sahla          |
| Beitar Haifa               | 12 – 0          | Beitar Kiryat Haim           |
| Maccabi Barkai             | 0 – 3           | Beitar Kiryat Ata Kfir       |
| Maccabi Isfiya             | 1 – 1 (6-7 dtr) | Maccabi Ironi Tirat HaCarmel |
| Hapoel Yokneam             | 3 – 2           | Maccabi Kiryat Yam           |
| Tzeirei Tira               | 5 – 0           | Maccabi Kfar Yona            |
| Hapoel Oranit              | 1 – 1 (3-4 dtr) | Ariel                        |
| Hapoel Pardesiya           | 4 – 2           | Maccabi Giv'at Shmuel        |
| Maccabi HaSharon Netanya   | 0 – 4           | Bnei Ra'anana                |
| Roei Heshbon Tel Aviv      | 1 – 1 (5-3 dtr) | Inter Aly'aa Tel Aviv        |
| Bnei Yehud                 | 0 – 2           | Hapoel Tzafririm Holon       |
| Shikun Vatikim Ramat Gan   | 4 – 0           | Beitar Ezra                  |
| Maccabi HaShikma Hen       | 3 – 2           | Hapoel Ramat Yisrael         |
| Hapoel Ramla               | 1 – 3           | Hapoel Ashdod                |
| Ashdod City                | 1 – 0           | Beitar Ashdod                |
| Maccabi Kiryat Ekron       | 1 – 5           | Ramla                        |
| Beitar Giv'at Ze'ev        | w/o             | Hapoel Rahat                 |
| Hapoel Sderot              | 2 – 4           | Ashkelon                     |
| Arad                       | 1 – 0           | Maccabi Dimona               |
| Hapoel Merhavim            | 2 – 3           | Maccabi Be'er Sheva          |

## Terzo turno

### Liga Bet
| Squadra 1              | Risultato       | Squadra 2              |
| ---------------------- | --------------- | ---------------------- |
| 24 settembre 2019      |                 |                        |
| Tzeirei Sakhnin        | 1 – 1 (4-5 dtr) | Elnahada Nazareth      |
| Bnei HaGolan VeHaGalil | 4 – 2           | Beitar Nahariya        |
| Pardes Hanna-Karkur    | 0 – 2           | Maccabi Bnei Raina     |
| Beitar Ramat Gan       | 5 – 2           | Ironi Beit Dagan       |
| Tzeirey Taibe          | 3 – 3 (3-4 dtr) | Beitar Kfar Saba       |
| Maccabi Ironi Sderot   | 4 – 1           | Maccabi Ironi Netivot  |
| Ironi Modi'in          | 1 – 5           | Maccabi Kiryat Malakhi |
| Ironi Nesher           | 2 – 1           | Maccabi Umm al-Fahm    |

### Liga Gimel
| Squadra 1                    | Risultato | Squadra 2                  |
| ---------------------------- | --------- | -------------------------- |
| 24 settembre 2019            |           |                            |
| Karmiel Safied               | 1 – 2     | Hapoel Ironi Safed         |
| Maccabi Tabbash              | w/o       | Bnei Shefa-'Amr            |
| Tzeirei Tur'an               | 1 – 6     | Hapoel Araba               |
| Beitar Umm al-Fahm           | w/o       | Hapoel al-Ittihad Nazareth |
| Hapoel Ein as-Sahla          | 4 – 1     | Tzeirei Iksal              |
| Maccabi Ironi Tirat HaCarmel | 3 – 0     | Beitar Haifa               |
| Hapoel Yokneam               | 2 – 1     | Beitar Kiryat Ata Kfir     |
| Hapoel Pardesiya             | 3 – 0     | Bnei Ra'anana              |
| Tzeirei Tira                 | 4 – 0     | Ariel                      |
| Roei Heshbon Tel Aviv        | 1 – 3     | Maccabi HaShikma Hen       |
| Hapoel Tzafririm Holon       | 0 – 3     | Shikun Vatikim Ramat Gan   |
| Ashdod City                  | 1 – 3     | Hapoel Ashdod              |
| Arad                         | 2 – 0     | Maccabi Be'er Sheva        |
| Beitar Giv'at Ze'ev          | 0 – 2     | Ashkelon                   |

## Quarto turno

### Liga Bet
| Squadra 1            | Risultato       | Squadra 2              |
| -------------------- | --------------- | ---------------------- |
| 27 settembre 2019    |                 |                        |
| Maccabi Ironi Sderot | 3 – 0           | Maccabi Kiryat Malakhi |
| Ironi Nesher         | 4 – 2           | Maccabi Bnei Raina     |
| Beitar Ramat Gan     | 1 – 1 (4-5 dtr) | Beitar Kfar Saba       |
| 28 settembre 2019    |                 |                        |
| Elnahada Nazareth    | 3 – 1           | Bnei HaGolan VeHaGalil |

### Liga Gimel
| Squadra 1                  | Risultato   | Squadra 2                    |
| -------------------------- | ----------- | ---------------------------- |
| 27 settembre 2019          |             |                              |
| Maccabi Ahva Sha'ab        | 4 – 3       | Hapoel Ironi Safed           |
| Bnei Shefa-'Amr            | 3 – 0       | Hapoel al-Ittihad Nazareth   |
| Hapoel al-Ittihad Nazareth | 0 – 1       | Hapoel Ein as-Sahla          |
| Hapoel Yokneam             | 1 – 4       | Maccabi Ironi Tirat HaCarmel |
| Hapoel Pardesiya           | 1 – 2 (dts) | Tzeirei Tira                 |
| Shikun Vatikim Ramat Gan   | 3 – 2 (dts) | Maccabi HaShikma Hen         |
| Arad                       | 4 – 1       | Ashkelon                     |

## Quinto turno
| Squadra 1                | Risultato       | Squadra 2              |
| ------------------------ | --------------- | ---------------------- |
| 5 settembre 2019         |                 |                        |
| Hapoel Bnei Ar'ara 'Ara  | 1 – 1 (2-4 dtr) | Hapoel Kfar Kana       |
| 6 settembre 2019         |                 |                        |
| Holon Yermiyahu          | w/o             | Maccabi Kiryat Gat     |
| Maccabi Sha'arayim       | 2 – 2 (5-6 dtr) | A.S. Ashdod            |
| Tira                     | 3 – 0           | Hapoel Herzliya        |
| Beitar N. Gerusalemme    | 4 – 2           | Hakoah Ramat Gan       |
| Maccabi Yavne            | 2 – 1 (dts)     | Hapoel Bik'at HaYarden |
| Maccabi Kabilio Giaffa   | 1 – 0           | Hapoel Azor            |
| Shimshon Kafr Qasim      | 0 – 3           | Ironi Or Yehuda        |
| Maccabi Herzliya         | 0 – 2           | Hapoel Marmorek        |
| Maccabi Ironi Kiryat Ata | 1 – 0           | Robi Shapira           |
| 7 settembre 2019         |                 |                        |
| Maccabi Tamra            | 0 – 2           | Hapoel Bnei Zalafa     |
| 8 settembre 2019         |                 |                        |
| Ironi Baka El Garbiya    | 1 – 2 (dts)     | Hapoel Migdal HaEmek   |
| Maccabi Ashdod           | 2 – 1 (dts)     | Hapoel Kfar Shalem     |
| 9 settembre 2019         |                 |                        |
| Ironi Tiberias           | 0 – 2           | Hapoel Kaukab          |
| Maccabi Ahi Iksal        | 2 – 1           | Daburiyya Osama        |
| 16 settembre 2019        |                 |                        |
| Hapoel Asi Gilboa        | 0 – 3           | Maccabi Tzur Shalom    |

## Sesto turno
| Squadra 1                    | Risultato       | Squadra 2                |
| ---------------------------- | --------------- | ------------------------ |
| 7 ottobre 2019               |                 |                          |
| Hapoel Iksal                 | 2 – 2 (3-4 dtr) | Bnei HaGolan VeHaGalil   |
| Hapoel Bnei Zalafa           | 1 – 1 (4-5 dtr) | Maccabi Bnei Raina       |
| Maccabi Yavne                | 3 – 0           | Maccabi Kabilio Giaffa   |
| Hapoel Migdal HaEmek         | 0 – 2           | Tira                     |
| Maccabi Ironi Sderot         | 1 – 0           | Ironi Or Yehuda          |
| Holon Yermiyahu              | 4 – 5           | Beitar Ramat Gan         |
| Hapoel Kaukab                | 2 – 0           | Bnei Shefa-'Amr          |
| Maccabi Ironi Tirat HaCarmel | 1 – 2           | Ironi Nesher             |
| Hapoel Kfar Kana             | 1 – 2 (dts)     | Maccabi Ahva Sha'ab      |
| Hapoel Ein as-Sahla          | 0 – 1           | Maccabi Tzur Shalom      |
| Shikun Vatikim Ramat Gan     | 1 – 6           | A.S. Ashdod              |
| Tzeirei Tira                 | 3 – 0           | Beitar Kfar Saba         |
| Arad                         | 0 – 1           | Hapoel Marmorek          |
| Elnahada Nazareth            | 0 – 5           | Maccabi Ironi Kiryat Ata |
| Beitar N. Gerusalemme        | 0 – 0 (4-5 dtr) | Maccabi Kiryat Malakhi   |
| 15 ottobre 2019              |                 |                          |
| Maccabi Ashdod               | 4 – 1 (dts)     | Ramla                    |

## Settimo turno
| Squadra 1                | Risultato       | Squadra 2               |
| ------------------------ | --------------- | ----------------------- |
| 29 ottobre 2019          |                 |                         |
| Maccabi Ahva Sha'ab      | 1 – 2           | Maccabi Ironi Sderot    |
| Hapoel Marmorek          | 1 – 0           | Maccabi Tzur Shalom     |
| Hapoel Kaukab            | 2 – 3 (dts)     | Maccabi Kiryat Malakhi  |
| Maccabi Ironi Kiryat Ata | 0 – 1           | Hapoel R. HaSharon      |
| Maccabi Bnei Raina       | 2 – 1           | Ironi Nesher            |
| Tira                     | 2 – 1           | Bnei HaGolan VeHaGalil  |
| Hapoel Umm al-Fahm       | 6 – 0           | Beitar Ramat Gan        |
| A.S. Ashdod              | 2 – 0           | Hapoel Akko             |
| Beitar Kfar Saba         | 0 – 4           | Hapoel Nof HaGalil      |
| Maccabi Nazaret Illit    | 1 – 2 (dts)     | Kafr Qasim              |
| Hapoel Ashkelon          | 1 – 1 (4-3 dtr) | Maccabi Yavne           |
| H. Rishon LeZion         | 3 – 0           | Beitar Tel Aviv Bat Yam |
| Hapoel Ramat Gan         | 0 – 2           | Maccabi Petah Tiqwa     |
| 31 ottobre 2019          |                 |                         |
| Maccabi Ashdod           | 0 – 2           | Bnei Sakhnin            |

## Ottavo turno
| Squadra 1              | Risultato   | Squadra 2            |
| ---------------------- | ----------- | -------------------- |
| 19 dicembre 2019       |             |                      |
| Maccabi Bnei Raina     | 2 – 0       | Maccabi Ironi Sderot |
| Kafr Qasim             | 1 – 0       | Hapoel Kfar Saba     |
| Hapoel Afula           | 2 – 1       | Hapoel Ashkelon      |
| Bnei Sakhnin           | 3 – 2 (dts) | Hapoel R. HaSharon   |
| Bnei Yehuda            | 2 – 0 (dts) | Hapoel Hadera        |
| A.S. Ashdod            | 1 – 0 (dts) | Hapoel Petah Tiqwa   |
| 20 dicembre 2019       |             |                      |
| Hapoel Nof HaGalil     | 3 – 1       | Hapoel Marmorek      |
| Hapoel Bnei Lod        | 1 – 5       | Hapoel Haifa         |
| Maccabi Petah Tiqwa    | 3 – 2 (dts) | Ironi K. Shmona      |
| Maccabi Kiryat Malakhi | 1 – 4       | Hapoel Ra'anana      |
| Tira                   | 0 – 4       | Maccabi Netanya      |
| 21 dicembre 2019       |             |                      |
| Maccabi Haifa          | 3 – 1 (dts) | Sektzia Ness Ziona   |
| Ashdod                 | 3 – 4       | Hapoel Be'er Sheva   |
| Hapoel Umm al-Fahm     | 3 – 2       | Maccabi Tel Aviv     |
| 22 dicembre 2019       |             |                      |
| Hapoel Tel Aviv        | 2 – 0 (dts) | Hapoel Katamon G.    |
| Beitar Gerusalemme     | 5 – 0       | H. Rishon LeZion     |

## Ottavi di finale
| Squadra 1          | Risultato | Squadra 2           |
| ------------------ | --------- | ------------------- |
| 14 gennaio 2020    |           |                     |
| Hapoel Nof HaGalil | 0 – 1     | Maccabi Petah Tiqwa |
| Hapoel Umm al-Fahm | 0 – 1     | Maccabi Haifa       |
| 15 gennaio 2020    |           |                     |
| A.S. Ashdod        | 2 – 4     | Hapoel Ra'anana     |
| Bnei Yehuda        | 1 – 0     | Hapoel Afula        |
| Hapoel Haifa       | 1 – 0     | Kafr Qasim          |
| Bnei Sakhnin       | 0 – 3     | Hapoel Tel Aviv     |
| 16 gennaio 2020    |           |                     |
| Beitar Gerusalemme | 3 – 1     | Maccabi Bnei Raina  |
| Maccabi Netanya    | 1 – 2     | Hapoel Be'er Sheva  |

## Quarti di finale
| Squadra 1          | Risultato       | Squadra 2           |
| ------------------ | --------------- | ------------------- |
| 3 marzo 2020       |                 |                     |
| Hapoel Haifa       | 0 – 2           | Bnei Yehuda         |
| 4 marzo 2020       |                 |                     |
| Hapoel Tel Aviv    | 2 – 1 (dts)     | Hapoel Ra'anana     |
| 5 marzo 2020       |                 |                     |
| Beitar Gerusalemme | 1 – 1 (3-5 dtr) | Maccabi Petah Tiqwa |
| 9 marzo 2020       |                 |                     |
| Maccabi Haifa      | 1 – 2           | Hapoel Be'er Sheva  |

## Semifinali
| Squadra 1          | Risultato       | Squadra 2           |
| ------------------ | --------------- | ------------------- |
| 9 giugno 2020      |                 |                     |
| Hapoel Tel Aviv    | 0 – 2           | Maccabi Petah Tiqwa |
| 10 giugno 2020     |                 |                     |
| Hapoel Be'er Sheva | 1 – 1 (6-5 dtr) | Bnei Yehuda         |

## Finale
| Arbitro: | Orel Grinfeld |

|                     |           |  |
| Sahar 49’ Josué 61’ | Marcatori |  |